# Eusébio (prepósito do cubículo sagrado)
Eusébio (em latim: Eusebius) foi um oficial romano do século IV, ativo durante o reinado do imperador romano ocidental Honório (r. 395–423). Aparece em 409, após a queda de Olímpio, quando foi nomeado prepósito do cubículo sagrado em sucessão de Terêncio. Mais tarde, quando Jóvio desertou Honório para unir-se a Prisco Átalo, Eusébio tornou-se todo poderoso em Ravena. Apesar disso, logo caiu vítima de uma conspiração de Alóbico e foi golpeado até a morte na presença do imperador. Pouco depois, Alóbico pagou pela morte de Eusébio.